# Bivès
Bivès är en kommun i departementet Gers i regionen Occitanien i sydvästra Frankrike. Kommunen ligger i kantonen Saint-Clar som tillhör arrondissementet Condom. År 2022 hade Bivès 119 invånare.

## Befolkningsutveckling
Antalet invånare i kommunen Bivès
Referens:INSEE